# Emma. (film, 2020)
Pour les articles homonymes, voir Emma.
Ne doit pas être confondu avec Emma (film, 1932), Emma, l'entremetteuse, Emma (téléfilm, 1996) ou Emma (mini-série, 2009).
Pour plus de détails, voir Fiche technique et Distribution.
Emma. est une comédie dramatique britannique réalisée par Autumn de Wilde, fondée sur le roman de Jane Austen du même titre et sortie en 2020.
Le titre du film comporte un point à la fin (« period » en anglais des États-Unis) car, selon la réalisatrice, il s'agit d'un « period film » (film historique).

## Synopsis
L'histoire se passe dans la campagne anglaise au début du XIXe siècle. L'héroïne, Emma Woodhouse, est une riche jeune fille, dont le principal passe-temps consiste à former des couples en vue de mariage. Elle-même jure qu'elle ne se mariera jamais, d'autant que son père, veuf de tempérament anxieux, reste inconsolable depuis qu'Isabella, la sœur ainée d'Emma, a quitté la maison quelques années auparavant pour épouser John Knightley, frère cadet de Mr Knightley, riche propriétaire voisin et ami de la famille.
Emma voit sa gouvernante, Miss Taylor, la quitter pour épouser Mr Weston. Elle fait la connaissance de Harriet Smith, jeune fille pauvre « née de père inconnu », et elle la prend comme demoiselle de compagnie. Emma est convaincue que Harriet est la fille d'un gentleman. Elle apprend que Robert Martin, un fermier de Mr Knightley, a demandé la main de Harriet. Tout en faisant mine de ne pas s'en mêler, Emma manipule Harriet pour qu'elle décline la demande en mariage de Mr Martin, ce qui fâche Mr Knightley. Persuadée que Mr Elton, le jeune pasteur de la paroisse, est amoureux de Harriet, et qu'il ferait un meilleur parti pour elle, elle lui fait partager sa conviction.
Isabella et son mari viennent pour Noël à Hartfield, avec leurs enfants, dont un bébé, Emma, mais le réveillon est organisé chez les Weston. La neige entraîne un départ précipité, et Emma se retrouve dans le même véhicule que Mr Elton, qui lui déclare son amour. Emma refuse vivement sa demande, et Mr Elton, vexé, disparaît pour six semaines, puis revient avec une épouse riche et prétentieuse, Augusta Hawkins. C'est à ce moment qu'arrivent Jane Fairfax, la nièce de Miss Bates, et Frank Churchill, né du premier mariage de Mr Weston. Emma éprouve de la jalousie à l'égard de Jane et de ses nombreux talents, mais est fascinée par Frank.
Franck pousse les Weston à organiser un bal durant lequel Mr Elton se montre grossier envers Harriet en refusant de danser avec elle. Mr Knightley sauve la situation en l'invitant à danser. Emma et Mr Knightley dansent également ensemble, et prennent conscience des sentiments qu'ils éprouvent l'un pour l'autre. Emma part avant que Mr Knightley ait pu lui parler, celui-ci se résout donc à aller la voir. Leur conversation a à peine commencé qu'elle est interrompue par l'arrivée de Frank portant Harriet : attaquée par des gitans, elle a été providentiellement sauvée par Frank. Harriet avoue à Emma être retombée amoureuse, et Emma imagine qu'il s'agit de Frank. Emma fait alors en sorte que Harriet puisse passer plus en plus de temps en compagnie de Frank.
Emma essaie quant à elle de se rapprocher de Mr Knightley, qui se montre plutôt fuyant. Cependant, sollicité par Mrs Elton, il invite le petit cercle de connaissances à visiter sa belle demeure. Durant le pique-nique à Box Hill qui prolonge la visite, Frank propose de jouer à un jeu pour amuser Emma, mais celle-ci, par étourderie, laisse échapper un propos très blessant envers Miss Bates, ce qui provoque un malaise généralisé et la fin de l'excursion. Mr Knightley réprimande Emma pour sa désinvolture, et celle-ci, très confuse, va s'excuser dès le lendemain auprès de Miss Bates, qui lui pardonne de bonne grâce.
La riche tante de Frank Churchill meurt, et il peut alors révéler ses fiançailles secrètes avec Jane Fairfax. Les Weston espéraient qu'il épouserait Emma, qui est surtout inquiète pour son amie Harriet. Mais quand elle lui annonce la nouvelle, Harriet lui déclare être amoureuse de Mr Knightley et non de Frank. Harriet réalise alors qu'Emma est aussi amoureuse de Mr Knightley.
Mr Knightley va consoler Emma (qu'il croit, lui aussi, amoureuse de Franck), avoue finalement ses sentiments et la demande en mariage. Emma est ravie, mais se met à saigner du nez en réalisant qu'Harriet sera bouleversée par la nouvelle de leur mariage. Intervenant une dernière fois dans la vie de son amie, elle va retrouver Mr Martin pour lui offrir un portrait de Harriet qu'elle a dessiné elle-même. Harriet lui annonce avoir accepté la nouvelle demande en mariage de Mr Martin, et également qu'elle a atteint sa majorité, et que son père s'est fait connaître ; ce n'est pas un gentleman, mais un fabricant de chaussures. Emma félicite Harriet et l'invite, elle et son père, chez elle.
Même si Emma et Mr Knightley sont très amoureux, elle ne peut se résoudre à abandonner son vieux père. Mr Knightley lui propose alors de venir vivre chez eux. Le mariage peut enfin avoir lieu.

## Fiche technique
- Titre original anglais : Emma.
- Réalisation : Autumn de Wilde
- Scénario : Eleanor Catton, d'après le roman Emma, de Jane Austen
- Musique : Isobel Waller-Bridge (en)
- Décors : Kave Quinn
- Costumes : Alexandra Byrne
- Photographie : Christopher Blauvelt (en)
- Montage : Nick Emerson
- Production : Tim Bevan, Eric Fellner, Graham Broadbent, Peter Czernin
- Société de production : Working Title Films

## Distribution
- Anya Taylor-Joy (VF : Fanny Bloc ; VQ : Alice Pascual) : Emma Woodhouse
- Johnny Flynn (VF : Damien Ferrette ; VQ : Adrien Bletton) : Mr Knightley
- Mia Goth (VF : Anna Mihalcea ; VQ : Marilou Martineau) : Harriet Smith
- Bill Nighy (VF : Didier Flamand ; VQ : Jean-Marie Moncelet) : M. Woodhouse
- Josh O'Connor (VF : Pascal Nowak ; VQ : Dany Boudreault) : M. Elton
- Callum Turner (VF : Laurent Maurel ; VQ : Xavier Dolan) : Frank Churchill
- Rupert Graves (VF : Lionel Tua ; VQ : Frédéric Desager) : M. Weston
- Gemma Whelan (VF : Chantal Baroin ; VQ : Éveline Gélinas) : Mme Weston
- Miranda Hart (VF : Dominique Westberg ; VQ : Mélanie Laberge): Miss Bates
- Amber Anderson : Jane Fairfax
- Tanya Reynolds (VF : Nadine Girard ; VQ : Ariane-Li Simard-Côté) : Mme Elton
- Connor Swindells (VF : Xavier Couleau) : Robert Martin
- Oliver Chris (VF : Arnaud Arbessier) : John Knightley
- Chloe Pirrie (VF : Marie Diot ; VQ : Jessica Léveillée-Lemay) : Isabella Knightley
- Myra McFadyen : Mrs Bates, mère de Miss Bates

Version Française : Imangine en collaboration avec Pixelogic Media
- Adaptation : Françoise Monier
- Direction artistique : Yann Le Madic
- Ingénieur du son : Bruno Brochier
- Mixage : Olivier Chane

## Production
Il s'agit du premier film d'Autumn de Wilde en tant que réalisatrice. En octobre 2018 Anya Taylor-Joy est officiellement choisie pour interpréter le rôle d'Emma Woodhouse. En décembre 2018, le choix de Johnny Flynn pour interpréter le rôle de Mr Knightley est annoncé.
En mars 2019, le choix de Bill Nighy, Mia Goth, Josh O'Connor, Callum Turner, Miranda Hart, Rupert Graves, Gemma Whelan, Amber Anderson et Tanya Reynolds pour ce film est également annoncé. Alexandra Byrne se chargera des costumes.
Le tournage débute le 18 mars 2019. Dans cette adaptation, c'est Firle Place (en) dans le Sussex, un manoir du XVIe siècle remodelé à l'Époque georgienne, qui représente Hartfield, la confortable demeure des Woodhouse. Le village de Lower Slaughter, dans les Cotswolds est Highbury. Un marché est ajouté et des boutiques y sont construites. Les cottages du XVIe siècle servent pour les visites charitables d'Emma. C'est Wilton House près de Salisbury qui est choisie pour être Donwell Abbey, le domaine de Mr Knightley (même si, de l'avis de la production, c'était juste un peu trop grand, un peu trop beau, trop plein de splendeur et de richesse - mais « c'était irrésistible... »), et Chavenage House, à Beverston, dans le Gloucestershire qui représente Randall, la demeure des Wetson. Pour représenter la pension de Mrs Goddard sont utilisés Kingston Bagpuize House (en) et ses jardins, dans l'Oxfordshire,.

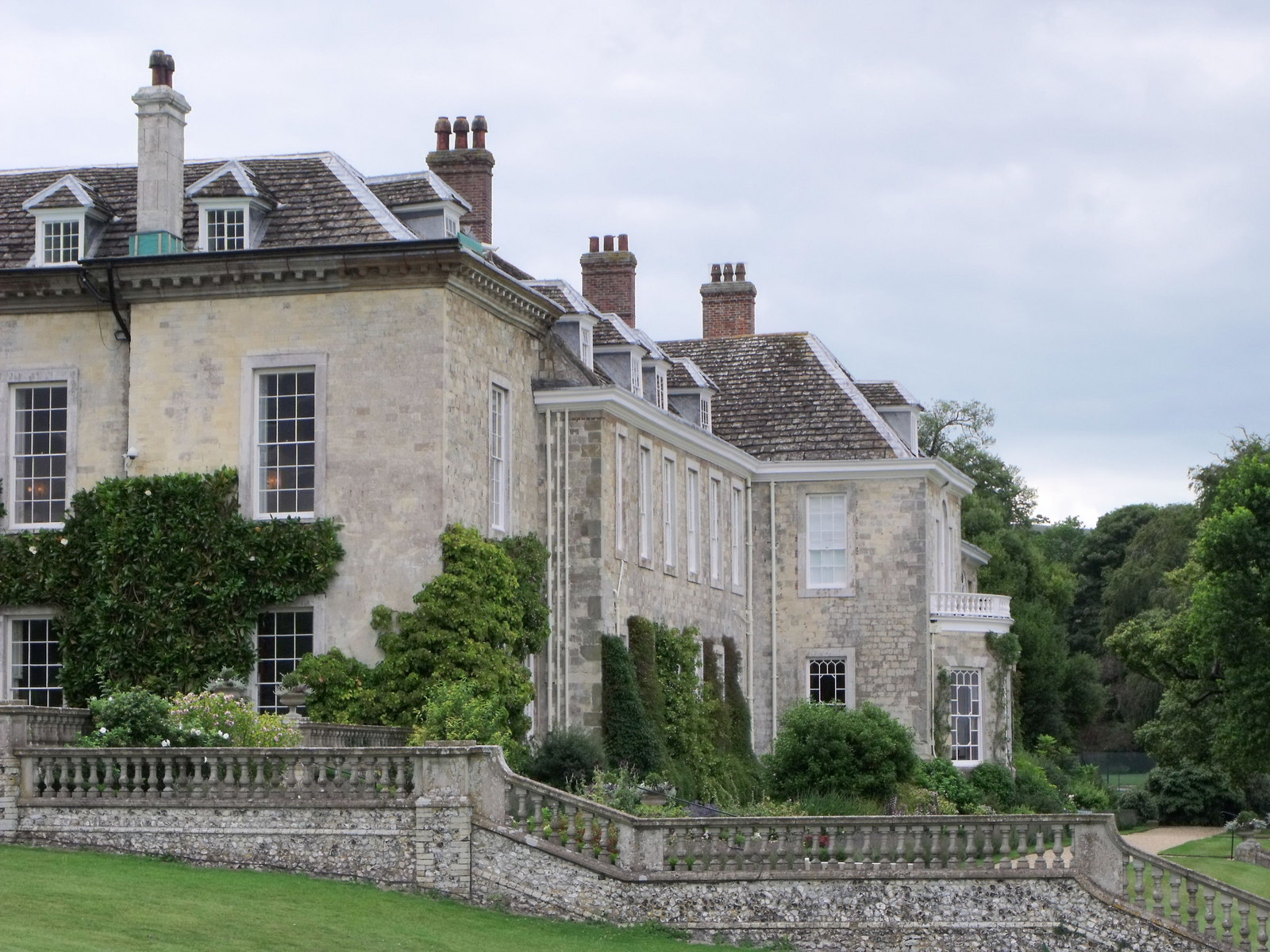
Firle Place est Hartfield
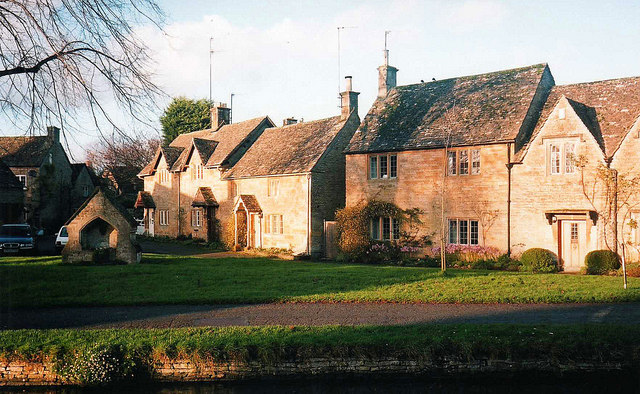
Lower Slaughter est Highbury
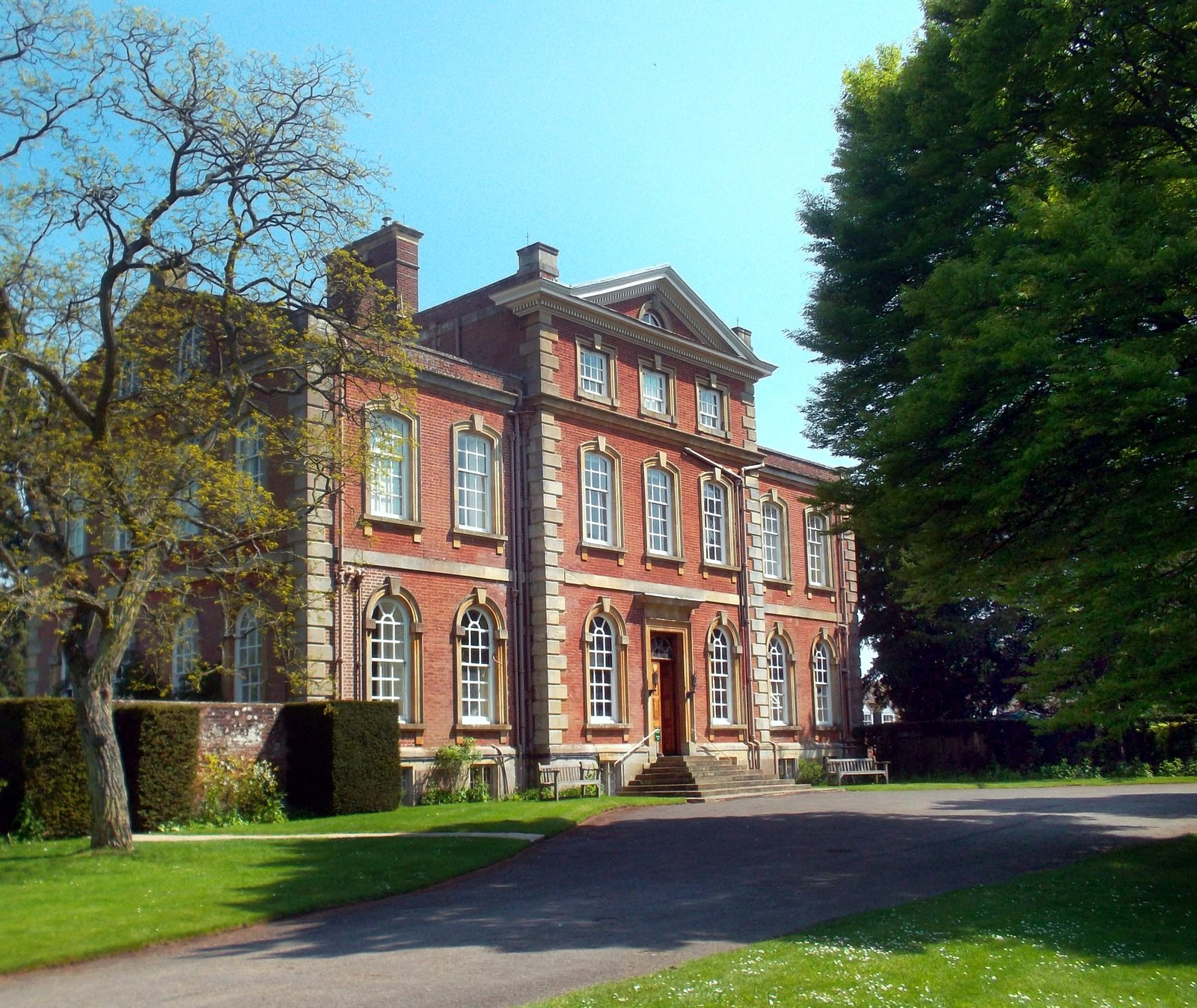
Kingston Bagpuize House est la pension de Mrs Goddart
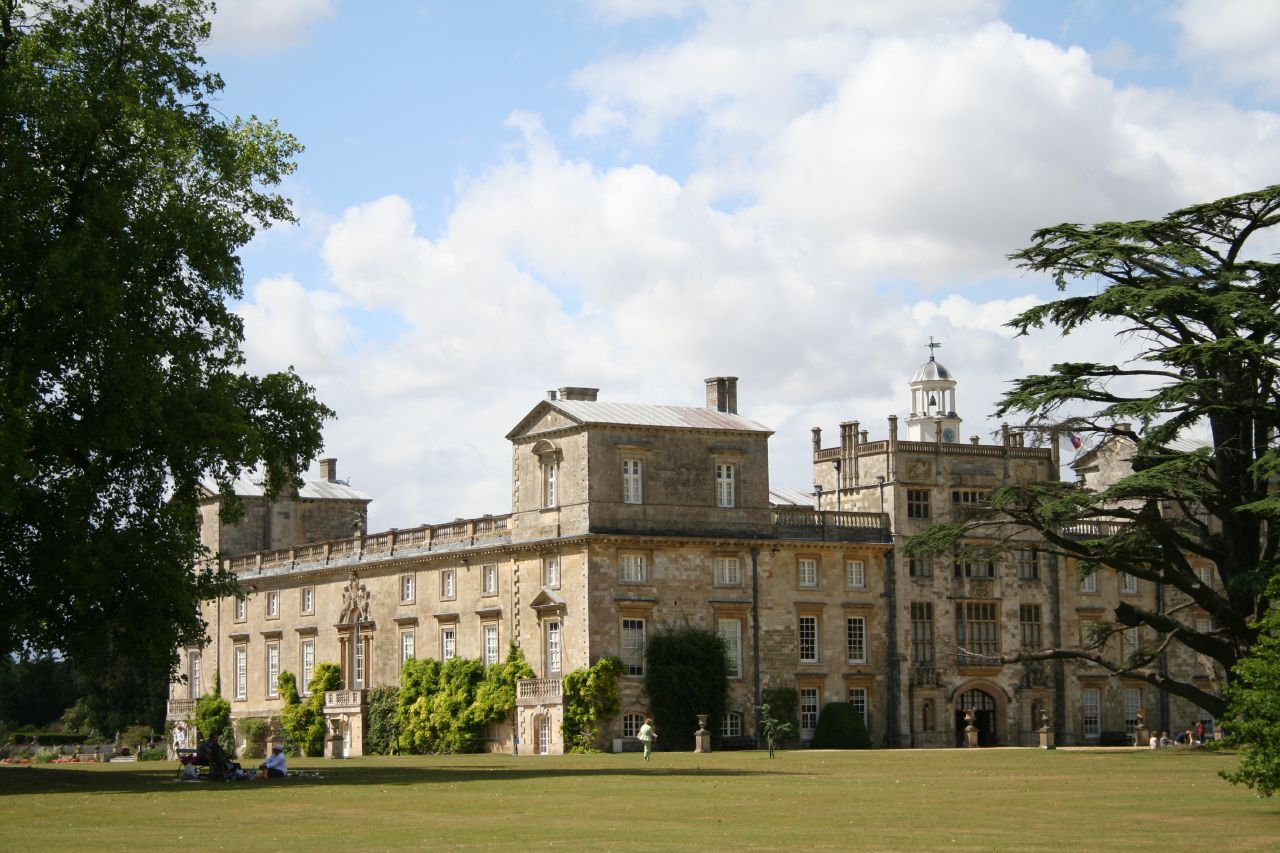
Wilton House est Donwell Abbey
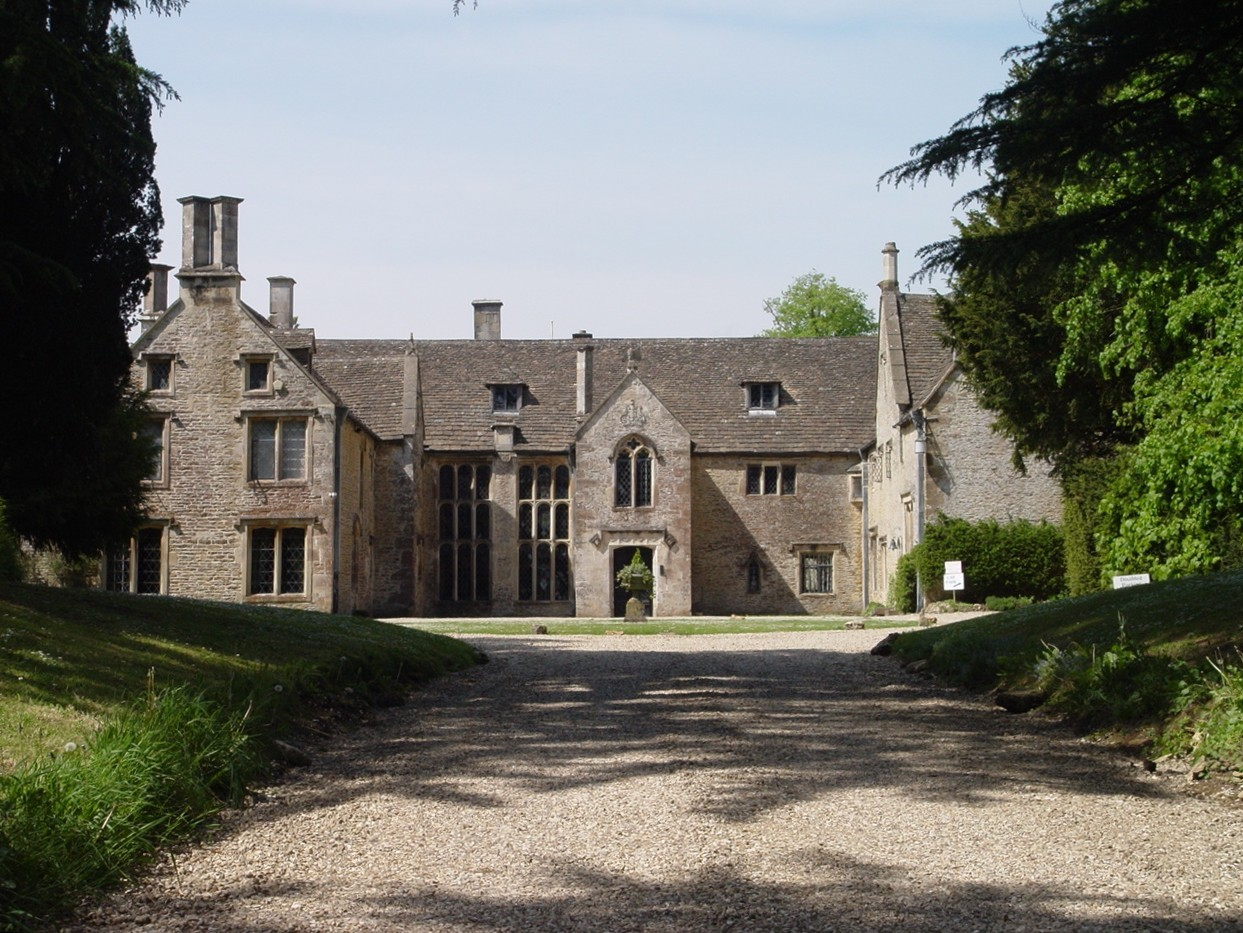
Chavenage House est Randall

## Sortie
Le film sort au Royaume-Uni le 14 février 2020, et aux États-Unis le 21 février 2020.
Le film sort sur les plateformes de streaming le 20 mars 2020 dans les pays où la sortie du film a été empêchée par les fermetures de cinémas en raison de la pandémie de Covid-19.

## Accueil

### Box office
Emma. a réuni près de 10,1 millions de dollars aux États-Unis ainsi qu'au Canada depuis sa sortie le 17 mars 2020 et environ 15,1 millions de dollars dans les autres pays pour un total de 25,2 millions de dollars à travers le monde.

### Critiques
Selon le site Rotten Tomatoes, le film reçoit un accueil positif avec 85 % d'approbation et une note moyenne de 7,25/10 pour les 218 commentaires. Le consensus des critiques du site web se justifie « D'autres adaptations auraient certainement pu mieux capturer l'esprit du roman, mais les fans de Jane Austen peuvent toutefois apprécier Emma ».
Dans Le Devoir, Manon Dumais estime que « au-delà des froufrous, de la frivolité apparente et des étourdissants marivaudages, Autumn de Wilde insuffle une dimension introspective à l’œuvre d'Austen afin de révéler la gravité des actes d'Emma, de même que sa noblesse de cœur ».
Pour Julien Welter, de Télérama, dans ce premier long métrage de Autumn de Wilde, Anya Taylor-Joy joue une peste incandescente et adorable dans des décors aux couleurs de bonbons acidulés, et la gaucherie de Harriet est plutôt sympathique. Pour lui, « Emma évoque une influenceuse d’aujourd’hui, qui donne des leçons de bon goût et de morale à tour de bras et voue les autres aux gémonies sur un simple caprice. Le film explore la tyrannie de la richesse, des bonnes manières et de l’institution du mariage, mais rappelle aussi l’aisance de Jane Austen à comprendre les peines de cœur, tout en sachant y trouver ce qu’elles ont de comique ».

## Distinctions

### Nominations
- Golden Globes 2021 : Meilleure actrice dans un film musical ou une comédie pour Anya Taylor-Joy
- Oscars 2021 : 
  - Meilleurs costumes
  - Meilleurs maquillages et coiffures